# Tage Lundin
Tage Leif Lundin (ur. 11 listopada 1933 w Stensele, zm. 6 sierpnia 2019 w Storuman) – szwedzki biathlonista. Największy sukces w karierze osiągnął w 1961 roku kiedy wspólnie z Klasem Lestanderem i Stigiem Anderssonem wywalczył brązowy medal w drużynie na mistrzostwach świata w Umeå. Na tych samych mistrzostwach zajął też ósme miejsce w biegu indywidualnym. Na rozgrywanych dwa lata później mistrzostwach świata w Seefeld in Tirol zajął 24. miejsce w biegu indywidualnym i czwarte w drużynie. Był też drugi w sztafecie 4 ×7,5 km (była to konkurencja nieoficjalna), dwudziesty indywidualnie i szósty w drużynie podczas mistrzostw świata w Elverum w 1965 roku. Brał również udział w igrzyskach olimpijskich w Squaw Valley w 1960 roku, zajmując 12. miejsce w biegu indywidualnym. Nigdy nie wystąpił w zawodach Pucharu Świata.

## Osiągnięcia

### Igrzyska olimpijskie
| Rok  | Miejscowość  | Konkurencje | Konkurencje | Konkurencje | Konkurencje | Konkurencje | Konkurencje | Konkurencje |
| Rok  | Miejscowość  | IN          | SP          | PU          | MS          | RL          | MR          | SR          |
| ---- | ------------ | ----------- | ----------- | ----------- | ----------- | ----------- | ----------- | ----------- |
| 1960 | Squaw Valley | 12.         | nd.         | nd.         | nd.         | nd.         | nd.         | –           |

### Mistrzostwa świata
| Rok  | Miejscowość      | Konkurencje | Konkurencje | Konkurencje | Konkurencje | Konkurencje | Konkurencje | Konkurencje |
| Rok  | Miejscowość      | IN          | SP          | PU          | MS          | RL          | MR          | SR          |
| ---- | ---------------- | ----------- | ----------- | ----------- | ----------- | ----------- | ----------- | ----------- |
| 1961 | Umeå             | 8.          | nd.         | nd.         | nd.         | 3.          | nd.         | –           |
| 1963 | Seefeld in Tirol | 24.         | nd.         | nd.         | nd.         | 4.          | nd.         | –           |
| 1965 | Elverum          | 20.         | nd.         | nd.         | nd.         | 6.          | nd.         | –           |